# Derek Strong
Derek Lamar Strong (Los Angeles, 9 febbraio 1968) è un ex cestista statunitense, professionista nella NBA e in Spagna.

## Carriera
È stato selezionato dai Philadelphia 76ers al secondo giro del Draft NBA 1990 (47ª scelta assoluta).

## Statistiche

### College
| Anno      | Squadra           | PG | PT | MP   | TC%  | 3P% | TL%  | RP  | AP  | PRP | SP  | PP   |
| --------- | ----------------- | -- | -- | ---- | ---- | --- | ---- | --- | --- | --- | --- | ---- |
| 1987-1988 | Xavier Musketeers | 30 | -  | 22,3 | 56,9 | -   | 71,8 | 7,1 | 0,8 | 0,7 | 0,4 | 10,6 |
| 1988-1989 | Xavier Musketeers | 33 | 31 | 29,8 | 61,7 | -   | 81,7 | 8,0 | 0,5 | 0,8 | 0,5 | 15,3 |
| 1989-1990 | Xavier Musketeers | 33 | 31 | 29,7 | 53,3 | -   | 83,9 | 9,9 | 0,9 | 0,8 | 0,8 | 14,2 |
| Carriera  | Carriera          | 96 | 62 | 27,4 | 57,3 | -   | 80,2 | 8,4 | 0,7 | 0,8 | 0,6 | 13,4 |

### NBA

#### Regular Season
| Anno      | Squadra            | PG  | PT | MP   | TC%  | 3P%  | TL%  | RP  | AP  | PRP | SP  | PP   |
| --------- | ------------------ | --- | -- | ---- | ---- | ---- | ---- | --- | --- | --- | --- | ---- |
| 1991-1992 | Washington Bullets | 1   | 0  | 12,0 | 0,0  | -    | 75,0 | 5,0 | 1,0 | 0,0 | 0,0 | 3,0  |
| 1992-1993 | Milwaukee Bucks    | 23  | 0  | 14,7 | 45,7 | 50,0 | 80,0 | 5,0 | 0,6 | 0,5 | 0,0 | 6,8  |
| 1993-1994 | Milwaukee Bucks    | 67  | 11 | 16,9 | 41,3 | 23,1 | 77,2 | 4,2 | 0,7 | 0,6 | 0,2 | 6,6  |
| 1994-1995 | Boston Celtics     | 70  | 24 | 19,2 | 45,3 | 28,6 | 82,0 | 5,4 | 0,6 | 0,3 | 0,2 | 6,3  |
| 1995-1996 | L.A. Lakers        | 63  | 0  | 11,8 | 42,6 | 11,1 | 81,2 | 2,8 | 0,5 | 0,3 | 0,2 | 3,4  |
| 1996-1997 | Orlando Magic      | 82  | 21 | 24,4 | 44,7 | 0,0  | 80,3 | 6,3 | 0,9 | 0,6 | 0,2 | 8,5  |
| 1997-1998 | Orlando Magic      | 58  | 8  | 28,2 | 42,0 | 0,0  | 78,1 | 7,4 | 0,9 | 0,5 | 0,4 | 12,7 |
| 1998-1999 | Orlando Magic      | 44  | 0  | 15,8 | 42,2 | 0,0  | 71,7 | 3,7 | 0,4 | 0,3 | 0,2 | 5,1  |
| 1999-2000 | Orlando Magic      | 20  | 0  | 7,4  | 43,8 | 25,0 | 78,6 | 2,2 | 0,2 | 0,3 | 0,1 | 2,7  |
| 2000-2001 | L.A. Clippers      | 28  | 8  | 17,5 | 38,5 | 0,0  | 75,7 | 3,9 | 0,3 | 0,5 | 0,0 | 4,2  |
| Carriera  | Carriera           | 456 | 72 | 18,7 | 43,0 | 18,0 | 78,6 | 4,9 | 0,6 | 0,4 | 0,2 | 6,8  |

#### Playoffs
| Anno     | Squadra        | PG | PT | MP   | TC%  | 3P% | TL%  | RP   | AP  | PRP | SP  | PP   |
| -------- | -------------- | -- | -- | ---- | ---- | --- | ---- | ---- | --- | --- | --- | ---- |
| 1995     | Boston Celtics | 4  | 1  | 20,3 | 33,3 | -   | 50,0 | 6,0  | 0,8 | 0,8 | 0,3 | 2,8  |
| 1997     | Orlando Magic  | 5  | 5  | 39,0 | 52,5 | 0,0 | 76,0 | 10,0 | 0,8 | 0,4 | 0,4 | 12,2 |
| 1999     | Orlando Magic  | 1  | 0  | 16,0 | 50,0 | -   | 100  | 0,0  | 0,0 | 1,0 | 0,0 | 4,0  |
| Carriera | Carriera       | 10 | 6  | 29,2 | 48,1 | 0,0 | 72,7 | 7,4  | 0,7 | 0,6 | 0,3 | 7,6  |

## Palmarès
- CBA MVP (1993)
- CBA Newcomer of the Year (1993)
- All-CBA First Team (1993)
- CBA All-Defensive First Team (1993)